# 3G (Chadia Rodríguez)
3G è un singolo della rapper italiana Chadia Rodríguez, pubblicato il 12 dicembre 2018 come quinto estratto dal primo EP Avere 20 anni.
Il singolo è stato prodotto da Big Fish e ha visto la partecipazione vocale del rapper Jake La Furia.

## Tracce
1. 3G – 3:29